# 月に吠える (オジー・オズボーンのアルバム)
『月に吠える』（原題：Bark at the Moon）は、オジー・オズボーンが1983年に発表した3作目のスタジオ・アルバム。

## 解説
本作よりジェイク・E・リーが加入。また、元メンバーのボブ・デイズリーが復帰し、キーボードのパートは、『ブリザード・オブ・オズ〜血塗られた英雄伝説』（1980年）にも参加したドン・エイリーが担当。
作詞・作曲に関しては、クレジット上では全曲オズボーン単独ということになっている。しかし、ジェイク・E・リーは、アルバムの楽曲の多くを自分が作曲したものの、オズボーンの妻でマネージャーのシャロンに作詞・作曲・出版の権利を一切主張しないという誓約書を提示され、拒否した場合は解雇して別のギタリストに自分のパートを録音させ直すと脅されたため、誓約書に同意してクレジットを放棄したと主張している。オズボーン自身も後年、表題曲「月に吠える」に関して「自分がヴォーカル・ラインを作ってジェイクがリフを作った。初めて自分とジェイクが一緒に作った曲だ」とコメントし、リーがアルバムの作曲に関わっていたことを認めている。
本作からの第1弾シングル「月に吠える」は全英21位、続く「ソー・タイアード」は全英20位に達した。
イギリス盤やヨーロッパ盤等のオリジナルLPは、「スロー・ダウン」が外された代わりに「スパイダーズ」が収録され、「センター・オヴ・イターニティ」は「Forever」というタイトルで収録されて、曲順も一部変更された。
レコーディング作業の進行上、最後に取り組んだ「Rock'n'Roll Rebel」のギターテイク録音前まではマーシャルのセッティングが定まっていなかったジェイクは、この曲の収録中にやっと自身の確たるセッティングを発見。他の曲もこの音での録り直しを嘆願するも、時間制約と予算の都合で却下。次のアルバム『罪と罰（THE ULTIMATE SIN）』からはこの時のセッティングで全面的にレコーディングとなる。

## 収録曲
全曲ともオジー・オズボーン作。
1. 月に吠える - Bark at the Moon - 4:15
2. ユア・ノー・ディファレント - You're No Different - 5:49
3. ナウ・ユー・シー・イット - Now You See It (Now You Don't) - 5:10
4. 反逆のロックン・ロール - Rock 'N' Roll Rebel - 5:23
5. センター・オヴ・イターニティ - Centre of Eternity - 5:15
6. ソー・タイアード - So Tired - 4:00
7. スロー・ダウン - Slow Down - 4:19
8. 暗闇の帝王 - Waiting for Darkness - 5:13

### 1995年再発盤ボーナス・トラック
1. スパイダーズ・イン・ザ・ナイト - Spiders in the Night - 4:22

### 2002年リマスター盤ボーナス・トラック
1. スパイダーズ - Spiders - 4:29
2. ワン・アップ・ザ・"B"サイド - One Up the "B" Side - 3:23

### イギリス盤オリジナルLP
1. Rock 'N' Roll Rebel - 5:23
2. Bark at the Moon - 4:17
3. You're No Different - 5:49
4. Now You See It (Now You Don't) - 5:10
5. Forever - 5:15
6. So Tired - 4:00
7. Waiting for Darkness - 5:14
8. Spiders - 4:20

## 参加ミュージシャン
- オジー・オズボーン - ボーカル
- ジェイク・E・リー - ギター
- ボブ・デイズリー - ベース
- トミー・アルドリッジ - ドラムス
- ドン・エイリー - キーボード
- ルイス・クラーク - ストリングス・アレンジ